# Un film cu o fată fermecătoare
Un film cu o fată fermecătoare este un film românesc din 1967 regizat de Lucian Bratu după un scenariu de Radu Cosașu. Rolurile principale au fost interpretate de actorii Margareta Pâslaru, Ștefan Iordache și Emmerich Schäffer.

## Distribuție
Distribuția filmului este alcătuită din:
- Margareta Pâslaru — Ruxandra („Ruxi”) Vancu, o actriță aspirantă picată la examenul de admitere de la IATC (menționată Margareta Pîslaru)
- Ștefan Iordache — Paul Manu, regizor de filme documentare pentru televiziune, sculptor amator, prietenul Ruxandrei
- Emmerich Schäffer — Șerban Rotaru, un inginer în vârstă de 38 de ani care iese în oraș de câteva ori cu Ruxandra
- Marin Moraru — Petrică Alexiu, regizor secund de filme de actualități la studiourile de la Buftea, prietenul lui Paul
- Valentino Dain — Atanasiu, pilotul de avion de la restaurantul Aeroportului Băneasa (menționat Valentin Dain)
- Victoria Medeea — doamna bătrână și oarbă care are un fiu plecat în India, gazda Ruxandrei
- Dorin Varga — prietenul inginerului Rotaru, coproprietarul automobilului Peugeot
- Victoria Gheorghiu — doamna sportivă, însoțitoarea prietenului ing. Rotaru la concursul de trap de la Ploiești
- Jorj Voicu — locotenentul de miliție de la Serviciul Circulație
- Grigore Gonța — Mircea, fostul coleg de liceu al Ruxandrei, premiantul clasei, un tânăr cu pasiuni livrești
- D.I. Suchianu — profesorul, criticul de cinema bătrân invitat la petrecerea Adrianei (menționat I.D. Suchianu)
- Romulus Vulpescu — criticul de cinema tânăr invitat la petrecerea Adrianei
- Monu Grün — Virgil Lascu, un scenarist și dramaturg cu idei umaniste, prietenul lui Paul
- Cornel Coman — procurorul Dobrescu, anchetatorul accidentului de muncă de pe șantier
- Alexandru Boiangiu — regizorul de la Jurnalul de actualități al TVR
- Mihaela Stancu
- George Oancea (menționat Gheorghe Oancea)
- Petre Vasilescu (menționat Petrică Vasilescu)
- Tedi Dumitriu
- Nicolae Crișu
- Alfred Demetriu
- Ion Henter — profesor, membru al comisiei de admitere de la IATC
- Mircea Balaban — profesor, membru al comisiei de admitere de la IATC
- Cosma Brașoveanu — realizatorul emisiunii de televiziune „Pioneria”
- Eveline Gruia — profesoară, membră a comisiei de admitere de la IATC
- Valeriu Moisescu
- Virgil Ogășanu — ospătarul de la restaurantul Aeroportului Băneasa
- Vasile Nițu
- Petre Gheorghiu Goe — salahorul care-l roagă pe Paul să golească podul casei (menționat Petre-Gheorghiu Goe)
- Ileana Stana Ionescu — Adriana, o doamnă înaltă și brună care-l invită pe Paul la o petrecere (nemenționată)
- Emerich Jenei — fotbalistul sosit la Aeroportul Băneasa (nemenționat)
- Lucia Boga — actriță aspirantă (nemenționată)

## Primire
Filmul a fost vizionat de 753.569 de spectatori în cinematografele din România, după cum atestă o situație a numărului de spectatori înregistrat de filmele românești de la data premierei și până la data de 31 decembrie 2014 alcătuită de Centrul Național al Cinematografiei.